# Trachtenburg Family Slideshow Players
Die Trachtenburg Family Slideshow Players ist eine Band aus den USA, in deren Konzerten Projektionen von Dias (engl. slideshow) eine wesentliche Rolle spielen. Mitglieder der Band sind der Familienvater Jason Trachtenburg, der Gitarre und Piano spielt und singt, die Mutter Tina Piña, die den Dia-Projektor bedient und Hintergrundsängerin ist, und die Tochter Rachel, die Schlagzeug spielt und singt. Sie trat mit sechs Jahren das erste Mal öffentlich auf. 
Die ursprünglich aus Seattle (Washington) stammenden und inzwischen in New York City, New York ansässigen Mitglieder beschrieb Jason Trachtenburg als eine „indie, vaudeville, conceptual art, pop-rock, family slide-show band.“.
Das Markenzeichen der Trachtenburg Family Slideshow Players sind die Vorführungen der von ihnen auf Flohmärkten und aus Gebrauchtwarenläden gesammelten Dias, mit denen sie Ereignisse aus dem Leben von anonymen verstorbenen Fremden darstellen und musikalisch untermalen.

## Hintergrund
Die Band integriert Dia-Vorführungen mit Bildern fremder Menschen in ihre Performance. Mit den daraus entstandenen Shows gewannen die vom Musik-Magazin MTV als „durchgeknallte Combo aus New York“ bezeichneten Musiker nicht nur in den USA, sondern auch in Europa öffentliches Interesse.

## Diskografie
Trachtenburg Family Slideshow Players
- Vintage Slide Collections from Seattle, Vol 1 (2001)
- Adventures in Middle America, Vol 2 (2004/2006)
- Off and On Broadway (DVD, 2006)

Jason Trachtenburg
- Revolutions Per Minute (2000)
- Together (2006)